# Liste de Beall
La liste de Beall était une liste d'éditeurs prédateurs en libre accès, tenue à jour par Jeffrey Beall, le bibliothécaire de l'université du Colorado, sur son blog intitulé Scholarly Open Access. Il s'agissait d'une liste des éditeurs en libre accès qui n'effectuaient pas de véritable évaluation des articles par les pairs, les acceptant à condition seulement que les auteurs en paient les frais de publication. Ce travail de documentation débuté en 2008 gagne en visibilité au milieu des années 2010, au point que certains éditeurs visés par la liste menacent Beall de poursuites en diffamation et portent plainte auprès de l'université du Colorado. Sous la pression, Beall supprime son blog et la liste en janvier 2017. 
La liste a été utilisée par les scientifiques pour identifier les éditeurs prédateurs et les spams envoyés par leurs éditeurs,. La disparition de la liste ayant été vécue par certains chercheurs comme une tragédie, ce travail a été poursuivi par d'autres personnes par la suite.

## Histoire
Beall s'est d'abord intéressé aux revues « prédatrices » (terme qu'il a inventé) en libre accès en 2008, quand il a commencé à recevoir de nombreuses propositions pour siéger dans des comités de rédaction de revues qui lui semblaient douteuses. Il a dit qu'il avait été immédiatement intrigué par le nombre de fautes de grammaire dans ces messages. En 2008, il commence à maintenir une liste de ce qu'il appelle alors les «éditeurs prédateurs libres, potentiels, possibles ou probables»,,. Cette liste comptait 18 éditeurs en 2011, et 923 en 2016. 

### Menaces de poursuites
En 2013, Beall commence à être menacé de poursuites. D'abord par l'éditeur en libre accès Canadian Center for Science and Education, qui lui écrit en affirmant que l'inclusion de son entreprise dans la liste d'éditeurs prédateurs est diffamatoire. Ensuite par l' OMICS Publishing Group, qui qualifie son inclusion dans la liste de « ridicule et sans fondement », et témoignant d'une démarche non professionnelle et d'une attitude arrogante. La lettre évoque de graves conséquences juridiques potentielles. Beall réagit à ces menaces dirigées contre lui en disant qu'il s'agit d'une tentative de minimiser les pratiques éditoriales déplorables de l'OMICS. Les avocats de l'OMICS citent l'article 66A de la loi indienne Information Technology Act (en) sur les technologies de l'information, qui rend illégale l'utilisation d'un ordinateur pour publier « toute information grossièrement offensante ou menaçante » ou fausse.  Selon eux, Beall aurait pu risquer jusqu'à trois ans de prison.

### Who's Afraid of Peer Review?
En 2013, le journaliste du magazine Science John Bohannon soumet 304 faux articles scientifiques à diverses revues en libre accès, dont beaucoup figuraient dans la liste de Beall. 82 % des éditeurs sollicités acceptent l'article, ce qui fait dire à Bohannon que Beall est capable de repérer les éditeurs qui font mal leur travail. Mais les 18 % d'éditeurs restants, identifiés par Beall comme des prédateurs, ont pourtant rejeté l'article factice, ce qui a conduit Phil Davis à conclure au contraire que Beall accuse à tort près d'un éditeur sur cinq. 
Les éditeurs PLoS One, Hindawi et Frontiers Media ont réussi le test,. Frontiers Media sera néanmoins ajouté à la liste de Beall en 2015, déclenchant une controverse qui pourrait être à l'origine de la suppression finale de la liste,.

### L'expérience de la «DrFraude»
En 2015, quatre chercheurs ont créé une chercheuse fictive qu'ils ont appelée Anna O. Szust (en polonais, oszustw signifie « fraude »), et ont proposé sa candidature pour un travail d'éditrice dans 360 revues scientifiques. Elle n'avait aucune qualification ni expérience éditoriale, et n'avait jamais publié un article. Les noms des livres et chapitres de livres figurant sur son CV étaient tous inventés, tout comme les maisons d'éditions qui les avaient prétendument publiés. Un tiers des revues auxquelles Szust a postulé étaient listées par Beall. Quarante d'entre elles ont proposé à Szust de devenir rédactrice en chef sans avoir effectué aucune vérification préalable et souvent en quelques jours, voire quelques heures. En comparaison, elle n'a reçu que peu ou pas de réponse positive des revues du groupe contrôle, qui respectaient certaines normes de qualité. Huit des 120 revues du Directory of Open Access Journals (DOAJ) testées ont accepté Szust. Le DOAJ a supprimé certaines des revues concernées à l'occasion d'une purge en 2016. Aucune des 120 revues testées répertoriées dans Journal Citation Reports (JCR) n'a répondu positivement à Szust. Les résultats de cette expérience ont été publiés dans la revue Nature en mars 2017 et largement présentés dans la presse.

### Suppression
Le 15 janvier 2017, le contenu entier du site Web Scholarly Open Access de Beall est supprimé, ainsi que la page personnelle de Beall sur le site Web de l'université du Colorado. La nouvelle se diffuse sur les réseaux sociaux, avec des spéculations sur le fait que la liste devait migrer vers Cabell's International (en), une entreprise qui propose des analyses de publications savantes. La société a par la suite démenti cette information, déclarant que Beall « avait été contraint de fermer son blog en raison de menaces et de manœuvres politiques ». L'université du Colorado a également déclaré que la décision de supprimer la liste était une décision personnelle de Beall. Celui ci a au contraire expliqué qu'il avait cédé à des menaces de licenciement de l'université du Colorado, ce que sa responsable hiérarchique a nié. Selon certaines sources, la suppression résulterait de la demande de Frontiers Media auprès de l'université du Colorado d'ouvrir une enquête pour faute grave; l'enquête a été ouverte par l'université mais terminée sans résultat,. Beall n'a pas réactivé la liste.

### Postérité
Depuis la fermeture de la « Liste de Beall », des listes similaires ont été publiées par ailleurs, par exemple par le Structural Engineering Research Centre (en) et par un groupe anonyme de Stop Predatory Journals. Cabell's International (en) a également publié des listes noires et blanches d'éditeurs,.
La liste archivée a été reprise par un internaute anonyme, se déclarant chercheur post-doctoral dans une université européenne ; cet internaute effectuant des mises à jour sous la liste initiale. 

## Critères d'inclusion
Beall a appliqué un ensemble divers de critères pour décider de l'inclusion d'un éditeur ou d'un journal sur sa liste, par exemple:  
- Au moins deux revues du groupe ont le même comité de rédaction.
- Absence de diversité géographique parmi les membres du comité de rédaction, en particulier pour les revues qui prétendent avoir une portée internationale.
- Aucune politique de conservation numérique, ce qui implique que si la revue cesse ses activités, tout son contenu disparaît.
- L'éditeur verrouille ses fichiers PDF, d'une façon qui rend plus difficile la détection de plagiats.
- Le nom d'un journal ne correspond pas à sa mission.
- L'éditeur prétend faussement que son contenu est indexé.

## Critique
Phil Davis a écrit que Beall aurait dû mettre en place des procédures claires et transparentes de classification. 
Joseph Esposito a écrit dans The Scholarly Kitchen qu'il avait suivi une partie du travail de Beall avec un « malaise croissant » et qu'il avait franchi la ligne en accusant la voie « dorée » du libre accès.  
Les bibliothécaires de l'université de la ville de New York, Monica Berger et Jill Cirasella, ont écrit que ses opinions étaient biaisées contre les revues en libre accès de pays en voie de développement. Berger et Cirasella ont fait valoir que « l'anglais imparfait ou un comité de rédaction principalement non occidental ne rend pas une revue prédatrice pour autant ». Selon eux, les critères de Beall étaient un excellent point de départ pour réfléchir aux caractéristiques des éditeurs et revues prédateurs, mais étant donné la limite floue qui existe entre les éditeurs de mauvaise qualité et les prédateurs, une liste blanche des éditeurs qui obéissent à certains standards de publication pouvait être une meilleure solution qu'une liste noire. La liste a également été décrite comme étant un guide particulièrement important pour les chercheurs des pays en voie de développement. 
Rick Anderson, doyen associé à la bibliothèque J. Willard Marriott de l'université de l'Utah, a lui-même contesté le terme « publication prédatrice en libre accès », lui préférant le terme de « publication trompeuse ».